# Elginerpeton
Elginerpeton is een geslacht van uitgestorven Stegocephalia (stamtetrapoden), dat werd gevonden in Scat Craig, Morayshire in het Verenigd Koninkrijk, uit rotsen die dateren uit het Laat-Devoon (Vroeg-Famennien, 368 miljoen jaar geleden). 

## Naamgeving
Ahlberg benoemde in 1995 de typesoort Elginerpeton pancheni. De geslachtsnaam combineert een verwijzing naar de Schotse stad Elgin met een Grieks herpeton, 'kruipend dier'. De soortaanduiding eert Alec L. Panchen.
Het holotype NMS G 1967.17.1 is gevonden op de Longmorn Burn bij Fogwatt. Het bestaat uit een linkeronderkaak. Talrijke kaakfragmenten zijn toegewezen.

## Beschrijving
Elginerpeton is bekend van skeletfragmenten, waaronder een gedeeltelijke schouder en heup, een dijbeen, scheenbeen (onderste achterpoot) en kaakfragmenten. Het holotype is een fragment van de onderkaak met een geschatte totale lengte van veertig centimeter. Het totale lichaam wordt geschat op ongeveer honderdvijftig centimeter lang. 

## Fylogenie
Bij zijn beschrijving werd Elginerpeton verbonden met Obruchevichthys in de familie Elginerpetontidae.

## Levenswijze
Een biomechanische analyse van stegocephalische kaken heeft uitgewezen dat Elginerpeton een ongebruikelijke eetgewoonte had onder zijn tetrapode verwanten. Zijn kaken waren dun, en vielen in het onderzoek uit als de meest vatbare voor hoge spanningen onder de steekproefgroep. De zware ornamentering van het bot kan deze spanningen echter hebben verminderd. Het had ook een hoge bijtkracht, de op twee na sterkste na Crassigyrinus (tweede) en Megalocephalus (eerste). Deze twee kenmerken samen gaven aan dat de kaak het meest geschikt was voor snelle, sterke beten voor de jacht op kleine maar snelle prooien.